# La Nueva Esperanza, Guanajuato
La Nueva Esperanza är en ort i Mexiko.   Den ligger i kommunen Cuerámaro och delstaten Guanajuato, i den centrala delen av landet, 290 km nordväst om huvudstaden Mexico City. La Nueva Esperanza ligger 1 697 meter över havet och antalet invånare är 289.
Terrängen runt La Nueva Esperanza är platt åt nordost, men åt sydväst är den kuperad. Runt La Nueva Esperanza är det ganska tätbefolkat, med 108 invånare per kvadratkilometer. Närmaste större samhälle är Cuerámaro, 5,3 km väster om La Nueva Esperanza. Trakten runt La Nueva Esperanza består till största delen av jordbruksmark.